# José de Nazaret
José de Nazaret  fue, según la tradición cristiana, el esposo de María, quien era la madre de Jesús y, por tanto, padre putativo de Jesús. En la Biblia aparece en los evangelios de Mateo y de Lucas.
Según el Evangelio de Mateo, era de oficio artesano (en el original griego, τέκτων; Mateo 13:55a), lo que ya en los primeros siglos del cristianismo se concretó en carpintero, profesión que habría enseñado a su hijo, de quien el Evangelio de Marcos afirma que era «carpintero». Las genealogías colocadas al principio de los evangelios de Mateo y Lucas presentan a José como descendiente del rey David. Según Lucas, José vivía aún cuando Jesús tenía doce años. Como ningún evangelista lo menciona durante el ministerio público de Jesús, se presume que José había muerto antes de que este tuviera lugar. El Evangelio de Mateo le llama «justo», lo que se interpreta como ser fiel a la Torá.
La figura de José fue contemplada y admirada por diversos padres y doctores de la Iglesia, y es hoy objeto de estudio de una rama particular de la teología, la josefología.

## José de Nazaret en la Biblia

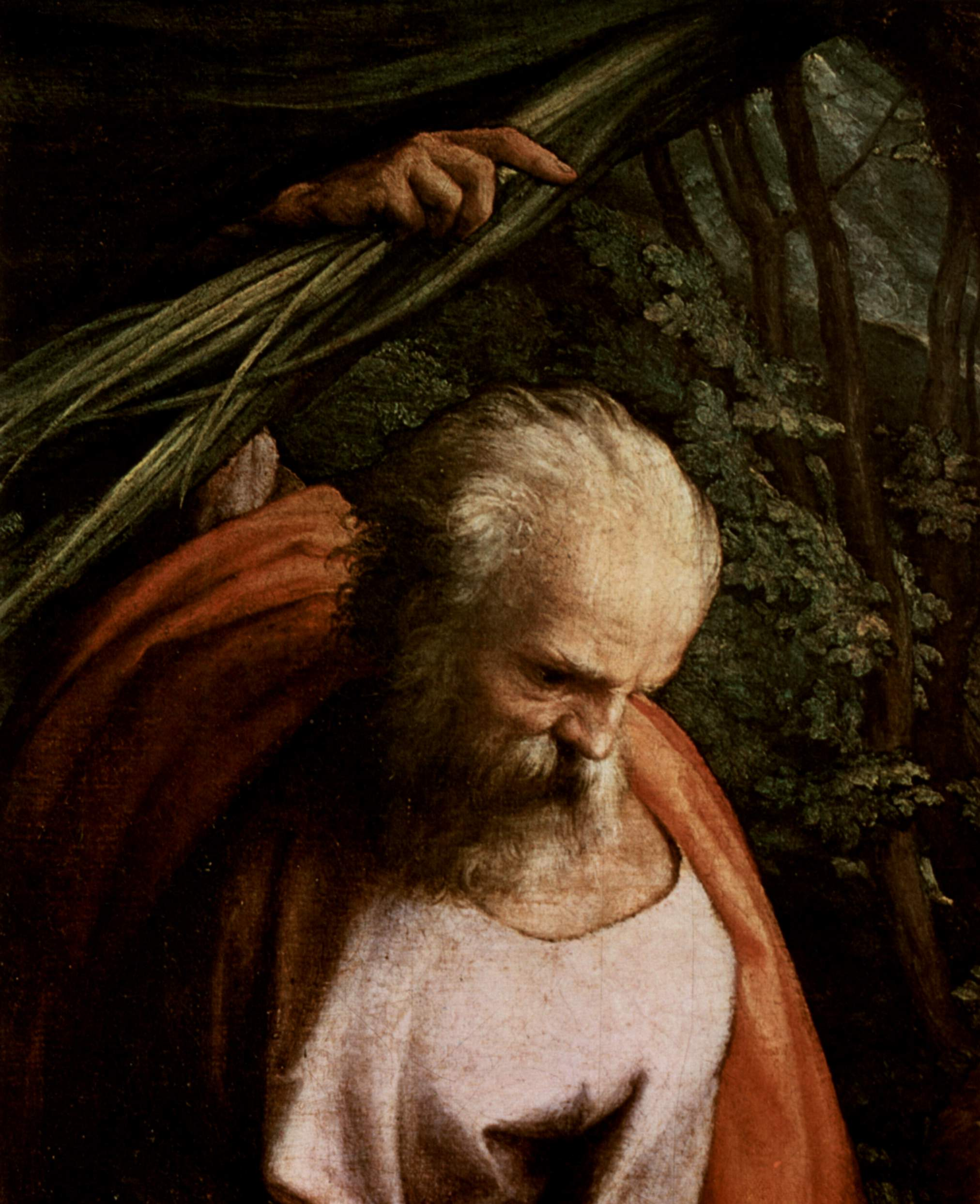
Detalle de José de Nazaret en el Descanso en la huida a Egipto (1517), óleo sobre lienzo de Antonio Allegri da Correggio.

Según Lucas, José era hijo de Helí o Elí; no obstante, según Mateo (1:16) el padre de José se llamaba Jacob.
En el Evangelio de Mateo muestra parte del drama que vivió José de Nazaret al saber que María estaba embarazada. Iba a repudiarla, en secreto porque era justo, porque no quería que fuera apedreada según lo dispuesto en la Torá (Deuteronomio 22:20-21). La Escuela bíblica y arqueológica francesa de Jerusalén interpreta que la justicia de José consistió en no querer encubrir con su nombre a un niño cuyo padre ignoraba, pero también en que, convencido de la virtud de María, se negaba a entregarla al riguroso procedimiento de la ley de Moisés. Según el Evangelio de Mateo (1:20-24), el ángel del Señor le manifestó en sueños que ella concibió por obra del Espíritu Santo y que su hijo «salvaría a su pueblo de sus pecados», por lo que José aceptó a María.
El evangelio continúa diciendo que, antes que Herodes I el Grande ordenara matar a los niños menores de dos años de Belén y de toda la comarca, José tomó al niño Jesús y a su madre y huyó a Egipto. Al morir Herodes, José entró nuevamente con el niño y su madre en tierra de Israel pero, al enterarse de que Arquelao, hijo de Herodes el Grande, reinaba en Judea, tuvo miedo de ir allí y se retiró a la región de Galilea, a Nazaret (Mt 2:13-23). Según el Evangelio de Lucas (1:26-38), Nazaret había sido el lugar de residencia de María, ya desposada con José, cuando acaeció la Anunciación.
La última vez que José aparece en la Biblia es cuando Jesús tenía 12 años, en el relato de su pérdida y hallazgo en el templo. A partir de allí, solo se le menciona cuando se hace referencia a Jesús como su hijo, en Mt 13:55, Lc 4:22, Jn 1:45 y Jn 6:42.

### Nombre

#### Significado

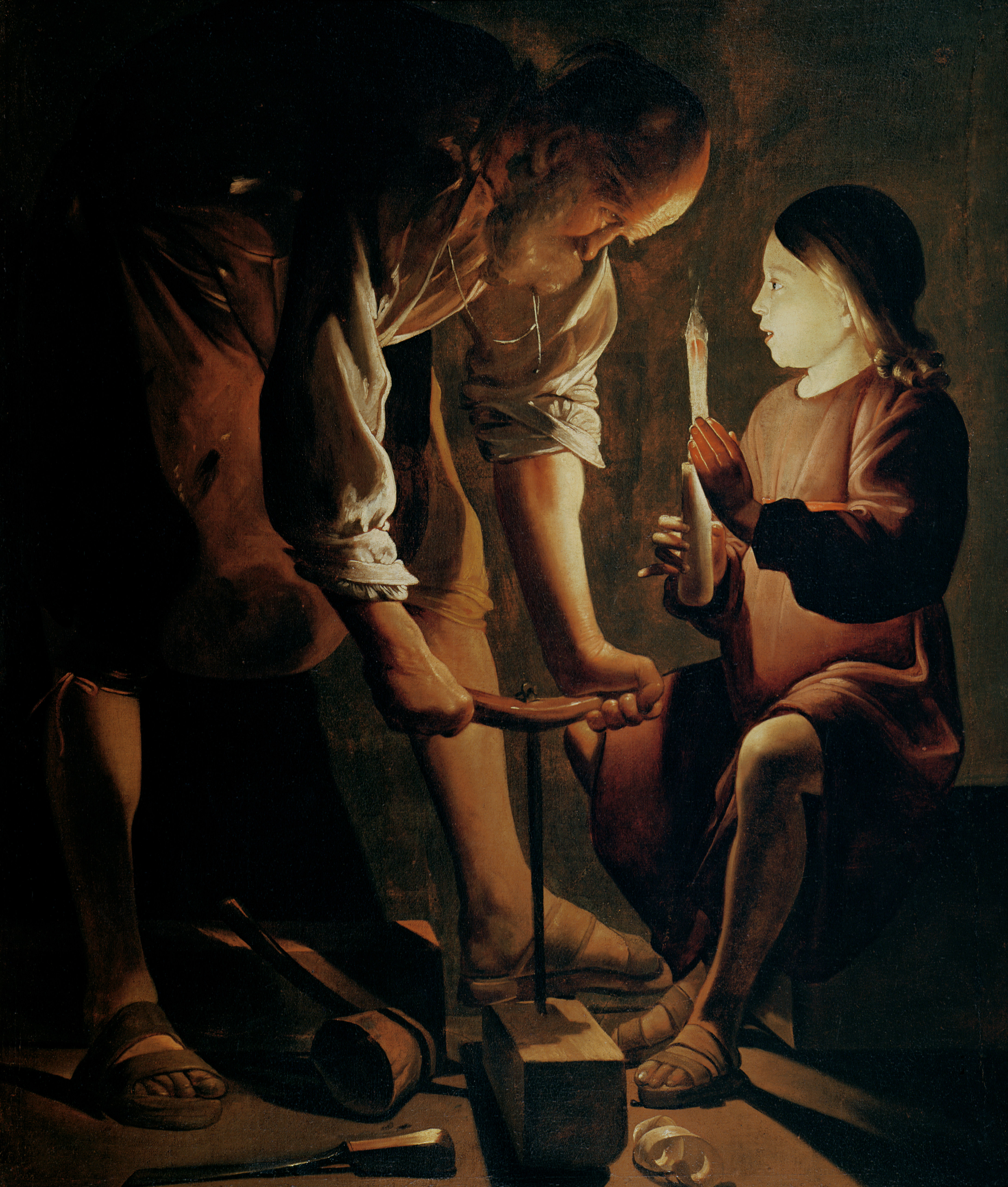
San José carpintero, de Georges de La Tour. Óleo sobre lienzo pintado en la década de 1640. Museo del Louvre, París.

José (o Joseph en su transcripción arcaica al español, usada hasta inicios del siglo XIX) es un nombre masculino de origen hebreo que deriva de yôsef (יוסף) «añada», del verbo lehosif (להוסיף) «añadir». La explicación del significado de este nombre se encuentra en el libro del Génesis, al describir nacimiento de José, el hijo preferido del patriarca Jacob.

Entonces se acordó Dios de Raquel. Dios la oyó y abrió su seno, y ella concibió y dio a luz a un hijo. Y dijo: «Ha quitado Dios mi afrenta.» y le llamó José, como diciendo: «Añádame Yahvéh otro hijo.»
Génesis 30,22-24

#### Hipocorístico
El hecho de que José de Nazaret sea mencionado como padre putativo de Jesús, ha dado lugar a una etimología popular del diminutivo de este nombre: Pepe. Según esta opinión, se trata de un acrónimo resultante del conjunto de ambas iniciales; P.P. Sin embargo es mucho más probable que provenga de Jusepe (forma antigua del nombre en español), de manera análoga a otras lenguas romances, como el catalán (Pep, de Josep) y el italiano (Peppe o Beppe, de Giuseppe).

### Oficio
El Evangelio de Mateo afirma que Jesús de Nazaret era «hijo del carpintero» (Mateo 13:55a) y el Evangelio de Marcos afirma que a Jesús mismo le hacían de ese oficio: «¿No es éste el carpintero?» (Marcos 6:3).
El término griego usado en ambos casos, «τέκτων», no corresponde específicamente a «carpintero», sino a «artesano», a «obrero», aunque más frecuentemente se diga de José que era carpintero. De hecho, así se lo suele traducir en todas las Biblias, incluyendo la Biblia de Jerusalén.
Por otra parte, la palabra "carpintero" tenía también el sentido figurado de "sabio" para los judíos de la época de Jesús, por lo que el versículo de Marcos podría por un epíteto laudatorio y no una indicación de la profesión de Jesús.

## José de Nazaret en los escritos apócrifos

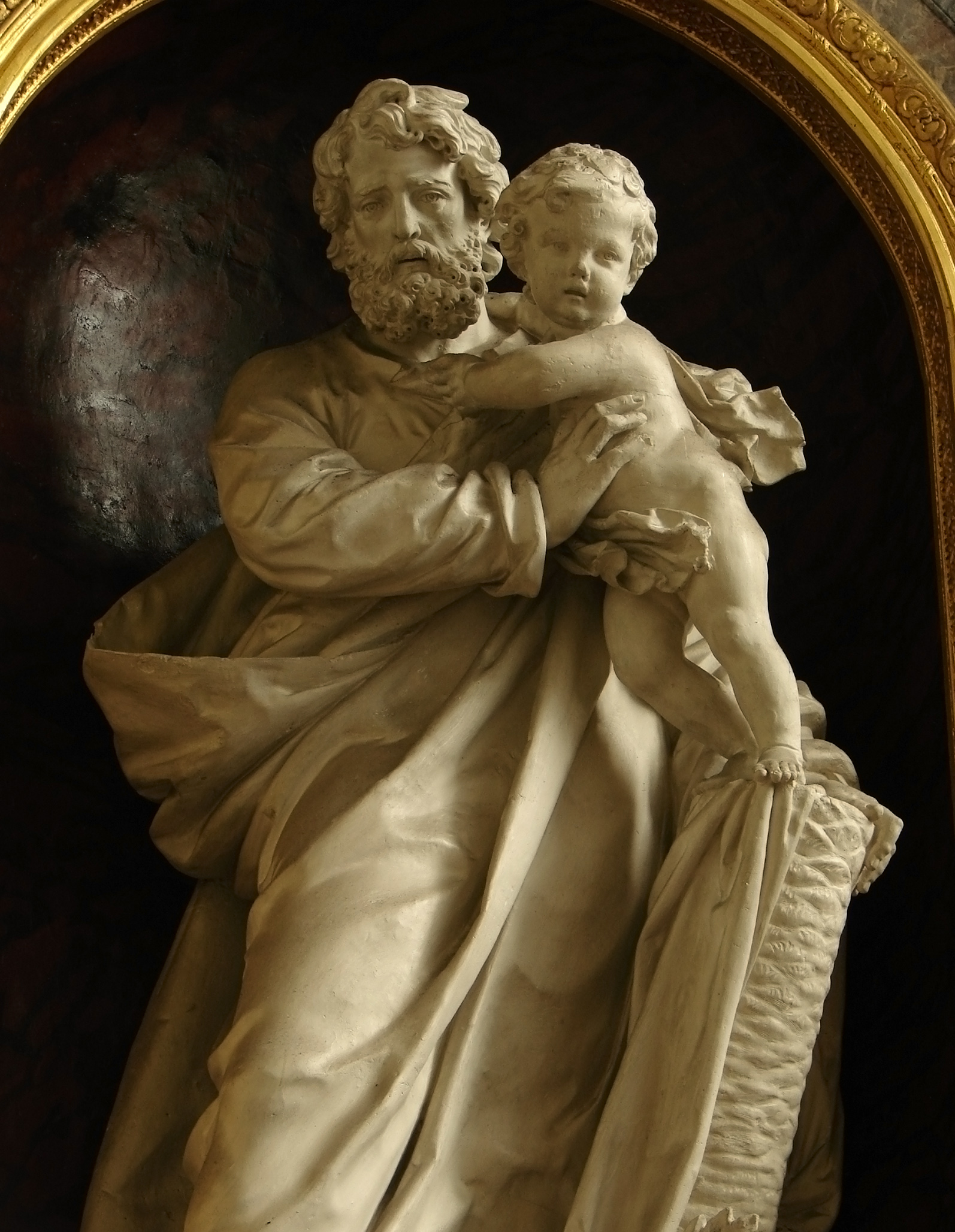
Estatua de San José por los hermanos Duthoit (siglo XIX). Capilla de San José (1832), Catedral de Notre Dame de Amiens.

El protoevangelio de Santiago relata que José era viudo con hijos y que tiempo después tomó a María como su esposa para custodiar su virginidad.
El libro apócrifo La Historia de José el Carpintero fue escrito en el siglo VI y presentado como una biografía de José dictada por Jesús. En ella se describe cómo José vivió célibe durante cuarenta años, luego tomó a su primera esposa, cuyo nombre no se revela, con la que tuvo cuatro hijos y dos hijas, a saber: Judas, Justo, Santiago y Simón los varones y Asia y Lidia, las mujeres. Después de cuarenta y nueve años de matrimonio, José enviudó y un año después desposó a María. Ella, virgen perpetua, dio a luz a Jesús a quien José cuidó como un padre.
A los ciento once años de edad, José enfermó y murió, asistido por Jesús quien le aseguró el perdón de los pecados y la entrada al Paraíso.
La Enciclopedia Católica señala distintos pasajes de los escritos apócrifos referidos al matrimonio de José, relatos a los que califica de poco confiables:
Cuando (José) contaba con cuarenta años de edad desposó a una mujer llamada Melcha o Escha para algunos, Salomé para otros, con quien convivió cuarenta y nueve años y con quien tuvo seis vástagos, dos hijas y cuatro hijos, el menor de los cuales era Santiago (el Menor, llamado “el hermano del Señor”).

Un año después de la muerte de su esposa, cuando los sacerdotes anunciaron por toda la Judea que ellos deseaban encontrar en la tribu de Judá algún hombre respetable para desposar a María, de entonces doce a catorce años de edad, José, quien ya tenía en dicho momento noventa años, fue a Jerusalén entre los candidatos, un milagro manifestó la elección de José realizada por Dios, y dos años después la Anunciación tuvo lugar.

## José de Nazaret en la patrística
Los Padres de la Iglesia fueron los primeros en retomar el tema de José de Nazaret. Ireneo de Lyon señaló que José, al igual que cuidó amorosamente a María y se dedicó con gozoso empeño a la educación de Jesucristo, también custodia y protege su cuerpo místico, la Iglesia, de la que la María es figura y modelo. A Ireneo se sumó Efrén de Siria con un sermón laudatorio, Juan Crisóstomo, Jerónimo de Estridón, y Agustín de Hipona, quien apuntó de forma taxativa refiriéndose a José y a María:

Lo que el Espíritu Santo ha obrado, lo ha obrado para los dos. Justo es el hombre, justa es la mujer. El Espíritu Santo, apoyándose en la justicia de los dos, dio un hijo a ambos.
San Agustín, Serm. 51, c. 20.

De acuerdo con Hegesipo, el hermano de José era Cleofás, padre de Simeón. Epifanio, obispo de Salamina, agrega que José y Cleofás serían hermanos, hijos de Jacob, apodado Pantera.
Epifanio escribió en su obra El Panarion (c. 374-375) que José fue padre de Santiago y de sus tres hermanos (José, Simeón, Judá) y dos hermanas (una Salomé y una María) o (una Salomé y una Ana) con Santiago siendo el hermano mayor. Santiago y sus hermanos no eran hijos de María, sino hijos de José de un matrimonio anterior. Después de la muerte de la primera esposa de José, muchos años después, cuando tenía ochenta años, "tomó a María (madre de Jesús)". Según Epifanio, las Escrituras los llaman "hermanos del Señor" para confundir a sus oponentes.

## José de Nazaret en la Iglesia católica

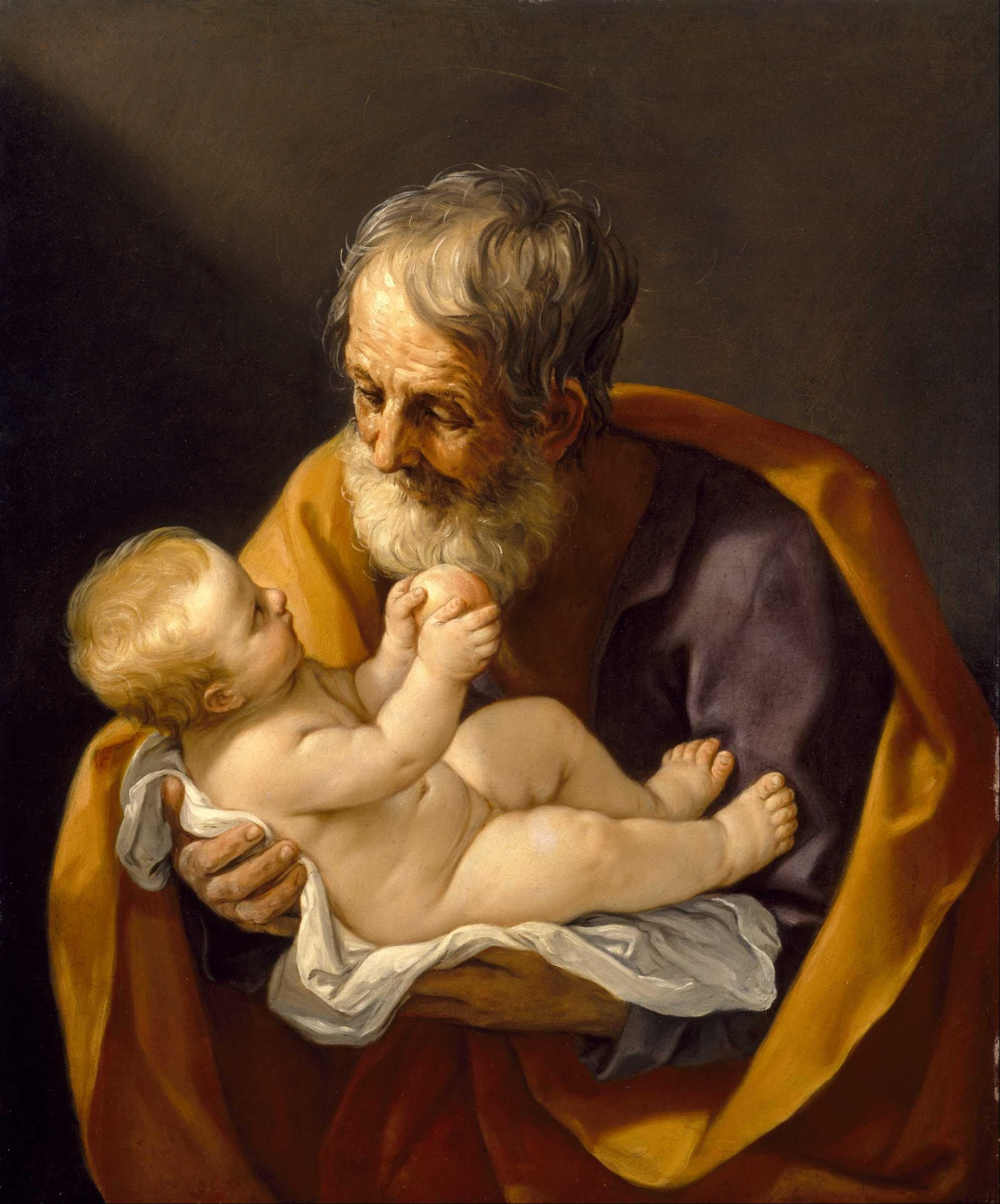
Guido Reni, José de Nazaret.

Numerosos autores cristianos, varios de ellos doctores de la Iglesia, se refirieron a lo largo de la historia a José de Nazaret (Beda el Venerable, Bernardo de Claraval, Tomás de Aquino en su Summa Theologiae, 3, q. 29, a. 2 in c.). Sixto IV (1471-1484) introdujo la festividad de San José en el Breviario romano, e Inocencio VIII (1484-1492) la elevó a rito doble.
También desde el comienzo de la Orden de Frailes Menores, los franciscanos se interesaron en José de Nazaret como modelo único de paternidad. Distintos escritores franciscanos desde el siglo XIII al XV (Buenaventura de Fidanza, Juan Duns Scoto, Pedro Juan Olivi, Ubertino da Casale, Bernardino de Siena, y Bernardino de Feltre) fueron sugiriendo progresivamente cómo José de Nazaret podría convertirse en un modelo de fidelidad, de humildad, pobreza y obediencia para los seguidores de Francisco de Asís.
Sin embargo, fue Teresa de Ávila quien dio a la devoción católica a San José el espaldarazo definitivo en el siglo XVI. Esta mística española relata su experiencia personal referida a José de Nazaret en el Libro de la Vida:

Y tomé por abogado y señor al glorioso san José, y encomendéme mucho a él. [...] No me acuerdo hasta ahora haberle suplicado cosa que la haya dejado de hacer. Es cosa que espanta las grandes mercedes que me ha hecho Dios por medio de este bienaventurado santo, de los peligros que me ha librado, así de cuerpo como de alma; que a otros santos parece les dio el Señor gracia para socorrer en una necesidad; a este glorioso santo tengo experiencia que socorre en todas, y que quiere el Señor darnos a entender que así como le fue sujeto en la tierra (que como tenía nombre de padre siendo ayo, le podía mandar), así en el Cielo hace cuanto le pide. [...] Paréceme, ha algunos años, que cada año en su día le pido una cosa y siempre la veo cumplida. Si va algo torcida la petición, él la endereza para más bien mío. [...] Sólo pido, por amor de Dios, que lo pruebe quien no me creyere, y verá por experiencia el gran bien que es encomendarse a este glorioso Patriarca y tenerle devoción. En especial personas de oración siempre le habían de ser aficionadas, que no sé cómo se puede pensar en la Reina de los Ángeles, en el tiempo que tanto pasó con el Niño Jesús, que no den gracias a san José por lo bien que les ayudó en ello. Quien no hallare maestro que le enseñe oración, tome este glorioso santo por maestro, y no errará en el camino.
Teresa de Ávila, Libro de la Vida, cap. 6, nn. 6-8.

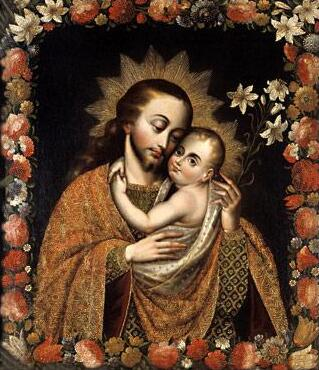
Lienzo cuzqueño que representa a San José con el Niño Jesús. Perú es uno de los países de los cuales José de Nazaret fue proclamado santo patrón.

El papa Pío IX lo proclamó el 8 de diciembre de 1870 patrono de la Iglesia universal. En 1889, el papa León XIII publicó la encíclica Quamquam pluries acerca de él, y el 15 de agosto de 1989, al cumplirse su centenario, el papa Juan Pablo II le dedicó la exhortación apostólica Redemptoris custos, que ha sido llamada "la carta magna de la teología de San José".En la festividad de San José de 2013, al comienzo de su papado, el papa Francisco refirió en su homilía los alcances de la custodia que en la Iglesia católica se atribuye a este santo;el  8 de diciembre de 2020 escribió la carta apostólica Patris corde con ocasión del 150 aniversario de la declaración por Pío IX  de San José como patrono de la Iglesia Universal y con ese mismo motivo declaró un Año de San José, desde el 8 de diciembre de 2020 hasta el 8 de diciembre del 2021.
José de Nazaret fue declarado patrono de la familia y es considerado el patrono de la buena muerte por suponer la tradición que habría muerto en brazos de Jesús y de María. Debido a su trabajo de carpintero fue declarado patrono del trabajo, especialmente de los obreros, por el papa Pío XII en 1955, que quiso así darle connotación cristiana al Día internacional de los trabajadores. La Iglesia católica lo ha declarado también protector contra la duda y el papa Benedicto XV lo declaró además patrono contra el comunismo y la relajación moral.[cita requerida]
Se le considera patrono de la Asociazione Catoliche Laboratrice Italiana desde su fundación al igual que la Acción Católica Argentina. Ha sido proclamado patrono de América, China, Canadá, Corea, México, Austria, Bélgica, Bohemia, Croacia, Perú, Vietnam, Costa Rica, teniendo esta última, la única arquidiócesis del mundo dedicada al santo.

### José en la Sagrada Familia
Según autores católicos, no se puede afirmar que José sea el padre adoptivo de Jesús, porque una criatura no puede adoptar al Creador y porque solo se adopta a alguien ajeno y Jesús no era ajeno a José, sino que era hijo de su esposa legítima.Siempre según estos autores, la paternidad de José no era solamente legal sino también mesiánica, porque José era de la familia del rey David y el término "padre putativo" se limitaría a excluir la noción de una paternidad biológica.
Los Padres de la Iglesia han llamado a veces a José "padre nutricio", por cuidar de Jesús y alimentarle pero, según el sacerdote Roland Gauthier, el papel de José fue más allá al incluir la protección, la educación, la autoridad paternal y el amor.

### Visión católica de la duda de José

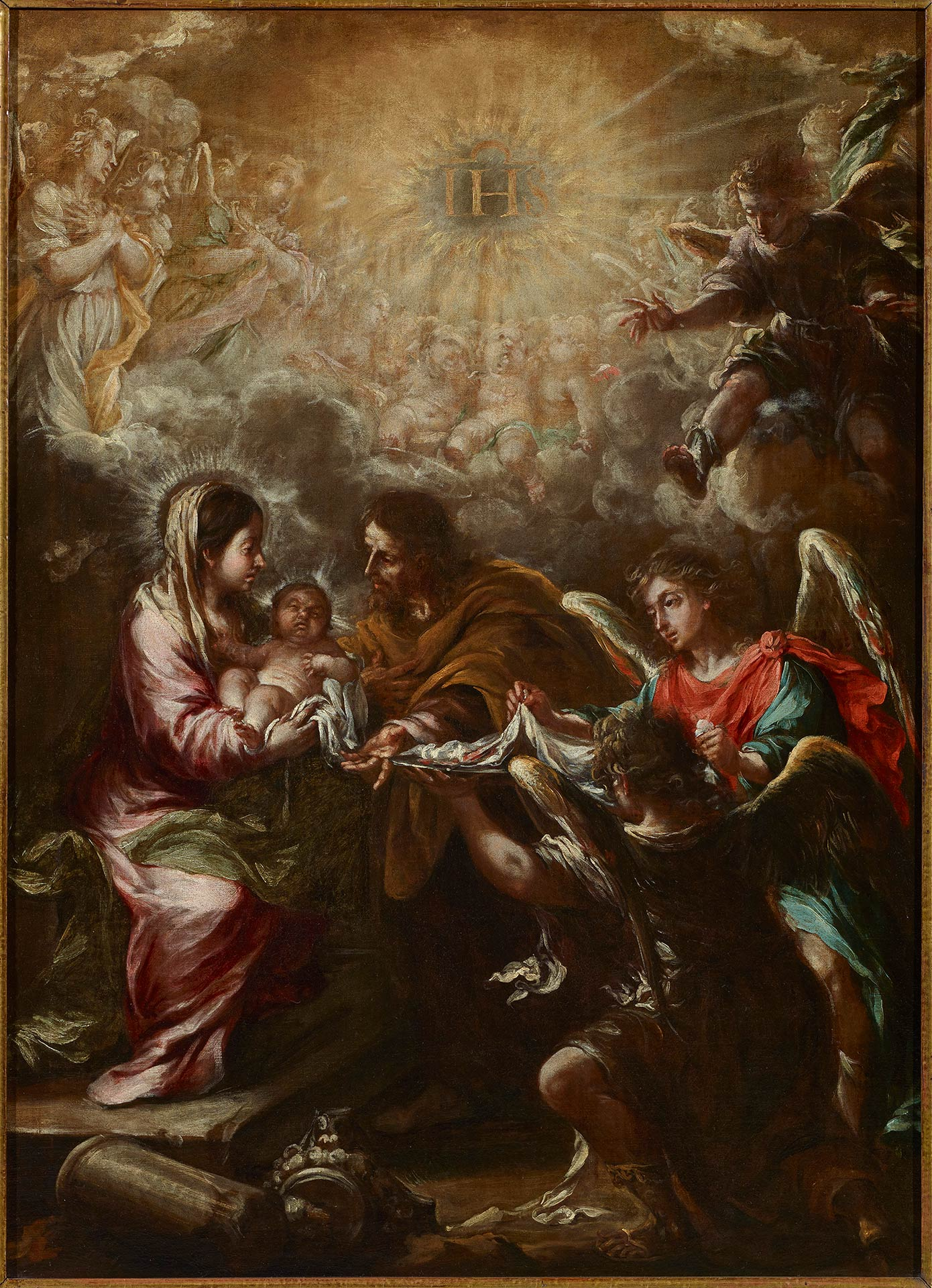
La imposición del nombre de Jesús. Cuadro de Juan de Valdés Leal, de hacia 1680. Colección del Banco Santander.

Según los evangelios, María ya había contraído esponsales con José cuando se produjo la Anunciación. Los judíos establecían el compromiso un año antes del matrimonio. En el matrimonio propiamente dicho, la novia iba a vivir con el novio.
El Evangelio de Mateo dice que José de Nazaret pensó en repudiar en secreto a María. Este episodio, conocido como "la duda de José", ha generado una larga controversia en las iglesias cristianas.
El Evangelio de Mateo no dice que José tuviera dudas de la fidelidad de María. Sí aparece esta idea en los apócrifos Historia de José el carpintero y, sobre todo, en el Evangelio de pseudo-Mateo.
Juan Crisóstomo presenta a un José libre de celos que quiere librar a María de la lapidación por adulterio y que se plantea simplemente abandonarla. Y añade que José experimentó sufrimiento, lo que hacía de la situación algo veraz a los ojos de la gente. Este sufrimiento es recordado en la tradición católica en la devoción de los dolores y gozos de San José, como el primer dolor.
Efrén de Siria dice que María le explicó a José lo que había pasado y que este comprendió que se trataba de un prodigio de Dios.
El dominico Hugues de Saint-Cher dijo que José nunca puso en duda la santidad de María.
El papa Juan Pablo II atribuyó la duda de José a que no sabía cómo comportarse ante la "sorprendente" maternidad de María,si bien el mismo papa afirmaba que José supo de la revelación de Dios en Cristo "desde el primer instante".
Según el sacerdote católico Dominique Le Tourneau, José quiso desligarse de María porque no quería hacerse pasar por el padre del niño. Para Le Tourneau, el anuncio del ángel a José en un sueño no tiene la función de hacerle conocer la concepción virginal, cosa que él ya sabía, sino darle un papel en el misterio de la Encarnación, ya que él tendría que ponerle al niño el nombre "Jesús". Poner el nombre era el privilegio de un padre.

### Josefología

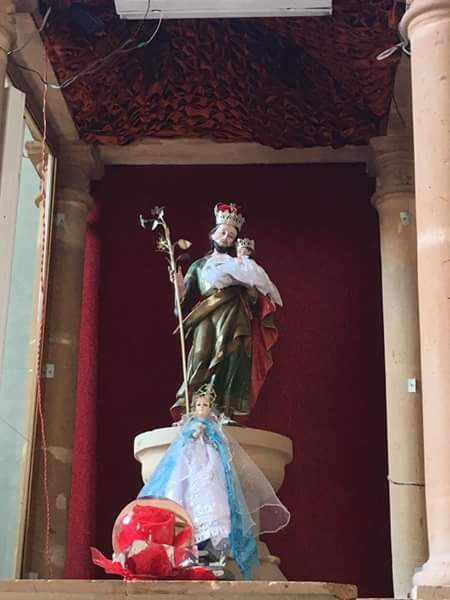
Es la imagen más antigua de Villa Insurgentes 1800-1801 y es venerada en la Parroquia San José del Calabazal

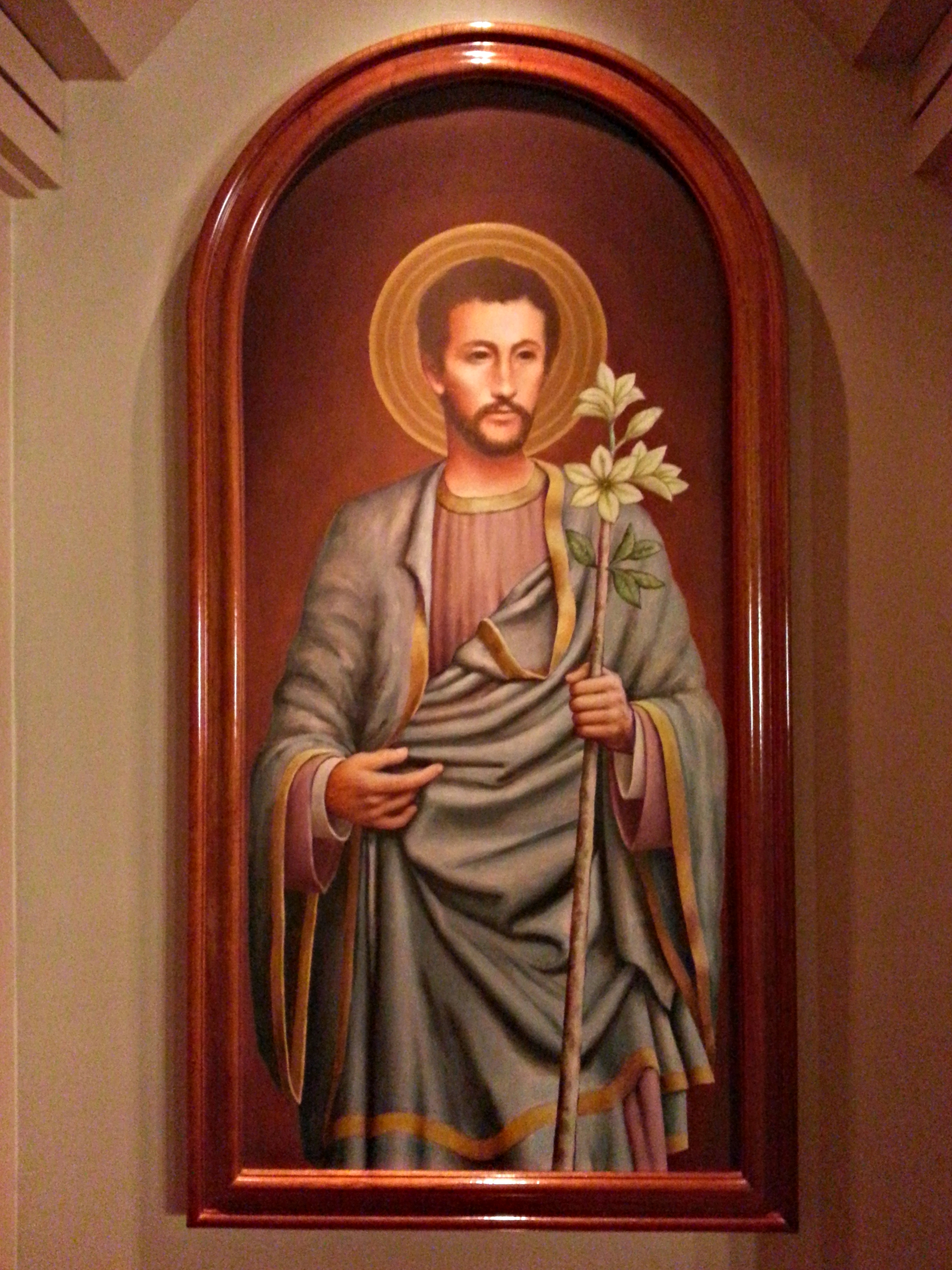
San José, retratado como un hombre joven, con una vara florida. Oratorio del Hospital Universitario Austral, Pilar, Argentina.

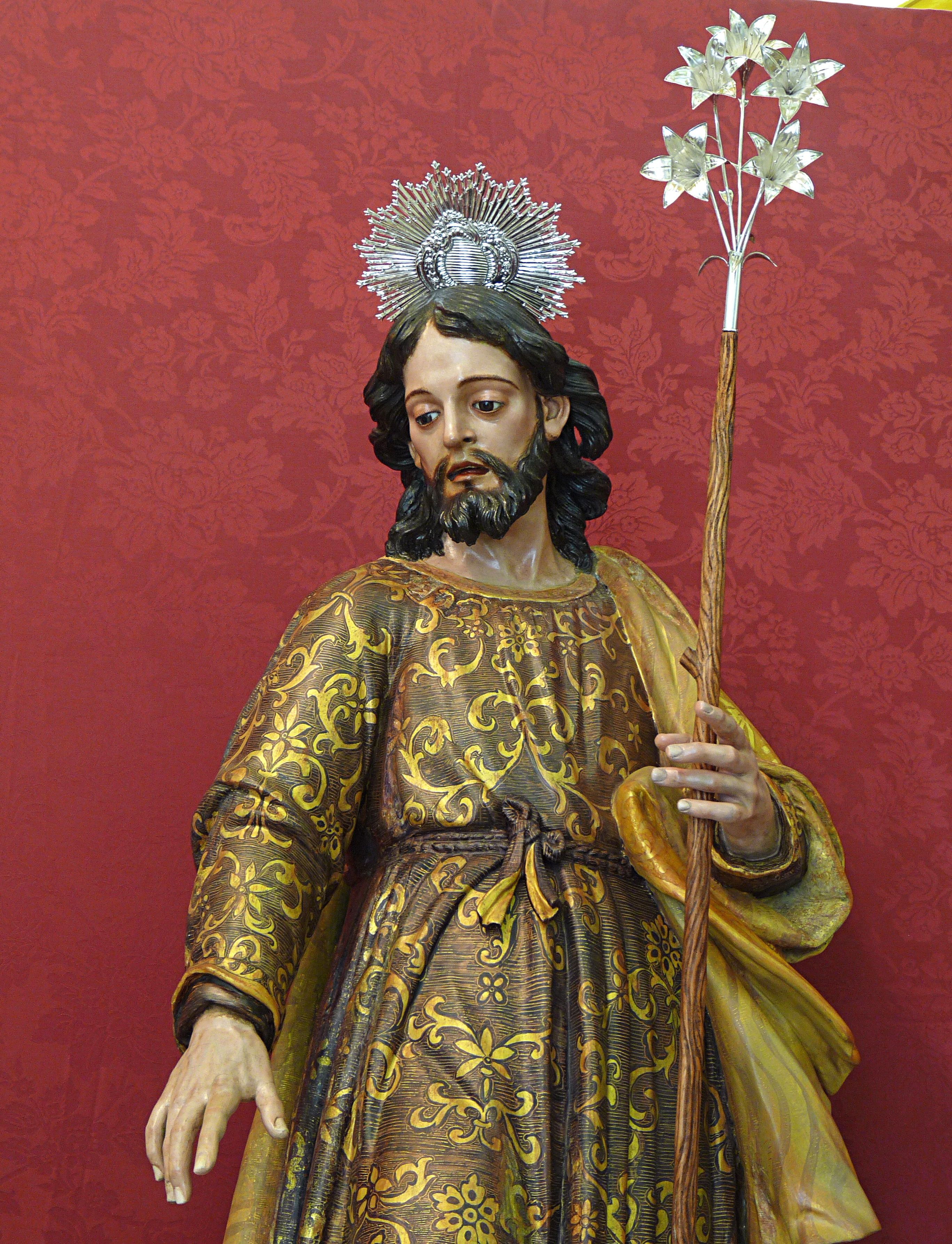
San José de la Hermandad de los Desamparados (San Fernando, España). En la imagen se observa la vara florida, uno de los símbolos de José de Nazaret a partir del.

En el presente, algunos teólogos católicos sostienen que José subió al Cielo en cuerpo y alma. Esta creencia se basa en que en el Evangelio de Mateo se dice que, en el momento de la muerte de Jesús en la cruz, muchos santos resucitaron. Respecto a esto, Bernardino de Siena escribió en el siglo XV:

Si el Dios salvador ha querido para satisfacer su piedad filial, glorificar el cuerpo juntamente con el alma de María en el instante de su gloriosa Asunción, puede, y aun debe creerse piadosamente que no ha hecho menos respecto de san José, tan grande entre todos los santos.

El papa Juan XXIII dijo, en una homilía en 1960, que se podía creer que Juan el Bautista y José de Nazaret, de la antigua alianza, fueron los primeros en acompañar a Jesús en el Cielo:

Corresponde, pues, a los muertos del Antiguo Testamento, los más próximos a Jesús —nombremos dos de los más íntimos en su vida, Juan Bautista, el Precursor, y José de Nazaret, su padre putativo y custodio—, corresponde a ellos —así piadosamente lo podemos creer— el honor y el privilegio de abrir este admirable acompañamiento por los caminos del cielo; y procurar las primeras notas al interminable Te Deum de las generaciones humanas que ascienden siguiendo las huellas de Jesús redentor hacia la gloria prometida a los fieles por su gracia.

El sacerdote católico Francisco Suárez (1548-1616) fue el primero que incluyó a José en el orden hipostático, afirmando que:

[José] no solo puede verse desde su lado humano, sino también desde su lado divino, en función de su relación con la Segunda Persona de la Trinidad que se encarnó en Jesús [...] Toda la Trinidad asumió la condición humana y mora entre nosotros. La Trinidad celeste del Padre, Hijo y Espíritu Santo se hizo Trinidad terrestre en José, Jesús y María, familia divina que como tal se personifica en la familia humana de Jesús, María y José.

El dominico José Domingo Corbató dijo que San José pertenecía al orden hipostático y que, por ello, tenía que haber sido eximido del pecado original. El franciscano Andrés de Ocerín Jáuregui también defendió esta idea sobre José en virtud de su predestinación, porque pertenecía al orden hipostático y por motivos de excelencia, de conveniencia y de autoridad. Sin embargo, la mayoría de teólogos católicos rechazan la concepción inmaculada de José.
Es frecuente comparar a José de Nazaret con el patriarca José, hijo de Jacob, que sirvió al faraón de Egipto. El primero en mencionar esto fue Pedro Crisólogo en el siglo V, indicando que el patriarca José hizo por el reino de su amo lo mismo que José de Nazaret por la Iglesia, que es el Reino de Dios en la tierra. Bernardo de Claraval señaló que el patriarca José guardó el trigo de Egipto para el pueblo y que José de Nazaret guardó el pan vivo del cielo para todo el mundo. Bernardo de Claraval también dijo que al patriarca José "le fue dada la inteligencia de los misterios en sueños" y que José de Nazaret "mereció ser sabedor y participante de los misterios soberanos".
Como señaló el papa Francisco en su carta apostólica Patris Corde de 2020, los cuatro sueños de José le dispusieron a hacer la voluntad de Dios. En una audiencia general de 2022 Francisco se refirió a José como "el hombre que sueña".
Los libros del Nuevo Testamento no recogen ni una sola palabra dicha por José. Respecto a esto el papa Francisco dijo en una audiencia general de 2021:

El silencio de José no es mutismo; es un silencio lleno de escucha, un silencio trabajador, un silencio que hace emerger su gran interioridad.

La «Josefología», como rama de la Teología que estudia a José de Nazaret, está en constante evolución.

## Iconografía
La iconografía paleocristiana mostró a José de Nazaret como un hombre joven hasta por lo menos el siglo V. Así se presenta en una lápida del siglo III ubicada en las catacumbas de san Hipólito, en Roma, y también en el sarcófago de san Celso datado del siglo IV y situado en Milán. Asimismo, los Padres de la Iglesia concordaron en que se trataba de un hombre joven. 
Muchos artistas posteriores lo presentaron como un hombre anciano, calvo o canoso,por influencia del Protoevangelio de Santiago. A fines del siglo XVI, Johannes Molanus (1533–1585) alentó un cambio en la forma de representar a san José, argumentando que las diferentes experiencias de vida relatadas por los evangelios (incluyendo la huida a Egipto y la manutención de su familia en tierras extrañas) sugerían que se trataba de un hombre joven, capaz de enfrentar tales situaciones. Después de Molanus, algunas imágenes dieron al santo una apariencia externa juvenil pero la mayoría se mantuvo apegada al tradicional modelo de anciano. 
Generalmente se lo representó en alguna escena junto a la Virgen María, llevando ordinariamente como distintivo un cayado (bastón con el extremo superior curvo) o un instrumento de su oficio. Así se lo representa en varias imágenes antiguas:
- En el sarcófago de San Celso en Milán de finales del siglo IV aparece con una destral o hacha.
- En un díptico de la catedral de dicha ciudad, con una sierra (siglo VI).
- En un mosaico de la Basílica de Santa María la Mayor del siglo V empieza a llevar la vara florida con que se dibujará de ahí en adelante. En la mayoría de los casos de nardo.
- En la pila bautismal de San Isidoro de León tiene un báculo en forma de T y un libro.

## Citas bíblicas
1. ↑  Marcos 6:3a
2. ↑  Mateo 1:1-17
3. ↑  Lucas 3:23-38
4. ↑  Lucas 2:41-52
5. ↑  Mateo 1:19
6. ↑  Lucas 3:23
7. ↑  Mateo 1:18-24
8. ↑  Mateo 27:52-53